# Laternaria rnhli
Laternaria rnhli är en insektsart som beskrevs av Schmidt 1926. Laternaria rnhli ingår i släktet Laternaria och familjen lyktstritar. Inga underarter finns listade i Catalogue of Life.